# William Carey

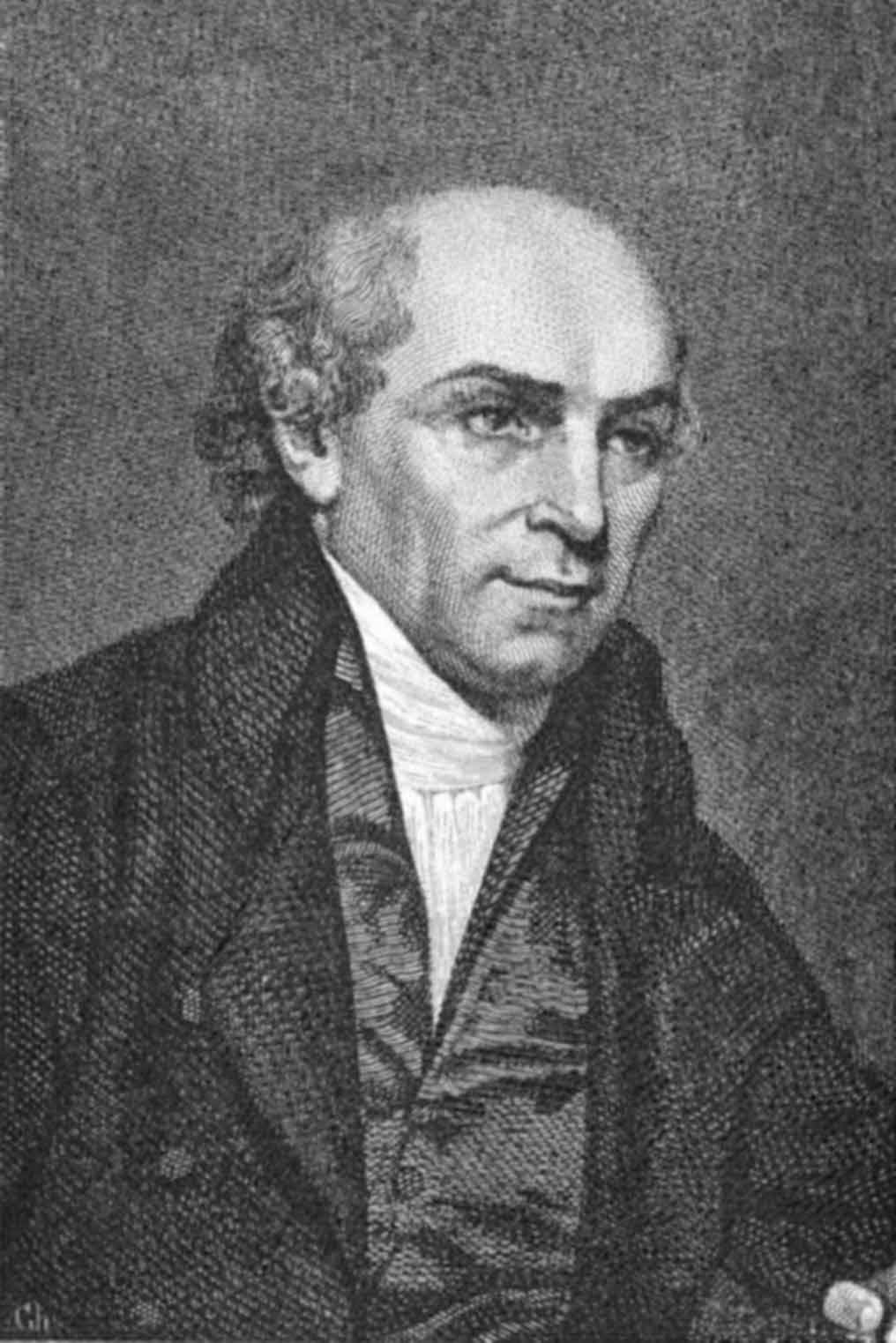
William Carey

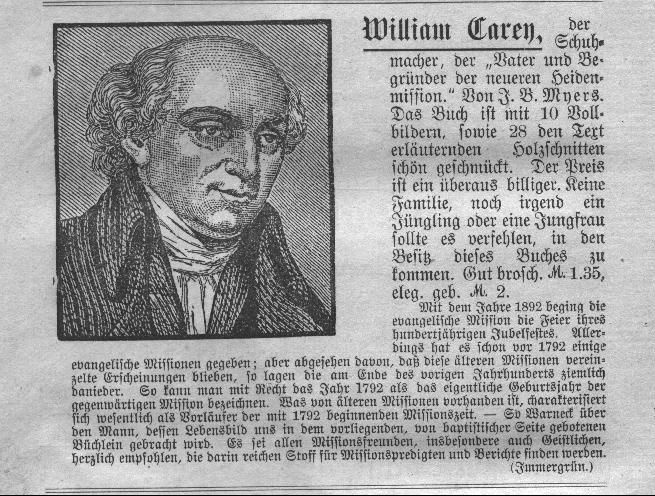
Aus einer Verlagsanzeige – Vorstellung einer Carey-Biographie – vor 1900

William Carey (* 17. August 1761 in Paulerspury (Northamptonshire, Großbritannien); † 9. Juni 1834 in Serampur heute Serampore bei Kalkutta (Indien)) war ein englischer Botaniker und Missionar sowie Gründer der Baptist Missionary Society. Sein offizielles botanisches Autorenkürzel lautet „Carey“.

## Anfänge
William Carey entstammte einer Weberfamilie aus Northampton und erlernte zunächst das Handwerk eines Schuhmachers. Nach einer bewussten Hinkehr zum christlichen Glauben schloss er sich 1783 einer Baptistengemeinde an. Diese berief ihn 1785 zu ihrem Pastor.

## Gründer derBaptist Missionary Society
Als Autodidakt erlernte Carey zunächst die so genannten Alten Sprachen (Hebräisch, Altgriechisch und Latein). Sein besonderes Interesse galt auch den Entdeckungsreisen des 18. Jahrhunderts. Vor allem waren es die Südseereise James Cooks, die in ihm den Wunsch weckten, den „fernen Heiden das Evangelium zu bringen“. Er trug seine Ideen auf einer Kirchenkonferenz vor, traf aber auf Ablehnung.
1786 verfasste er seine berühmte Schrift An Enquiry into the Obligations of Christians to Use Means for the Conversion of Heathens. Darin heißt es: „[Es] rufen Mitleid, Humanität und noch viel mehr der christliche Glaube laut danach, jede nur denkbare Anstrengung auf sich zu nehmen, um die Heiden mit dem Evangelium bekannt zu machen.“
Die kurze Schrift wurde zur Initialzündung für die Gründung der Baptist Missionary Society (BMS), der ersten nichtstaatlichen Missionsgesellschaft der Neuzeit, deren erster Geschäftsführer Andrew Fuller war. Eine Predigt Careys am 30. Mai 1792 über Jesaja (54,2f) führte schließlich zur eigentlichen Gründung der Missionsgesellschaft, die am 2. Oktober 1792 in Northampton vollzogen wurde. In der erwähnten Predigt fiel auch der Satz, der zum Motto der BMS wurde: „Erwarte Großes von Gott und unternimm Großes für Gott!“

## Missionar in Ostindien
1793 schifften sich  William Carey und seine Familie auf einem Großsegler ein, um den Dienst als erste Missionare der BMS aufzunehmen. Careys Ziel war die britische Kolonie Britisch-Indien, genauer das heutige Bengalen. Da jedoch nach der Satzung der Britischen Ostindien-Kompanie auf „britischem“ Boden nicht missioniert werden durfte, nahm Carey eine Stelle als Manager einer Indigoplantage westlich von Medinipur an. Er verdingte sich dort zunächst als Landarbeiter und lebte mit seiner Familie anfangs unter schwierigen Bedingungen. Sein Kind starb. Daraufhin erkrankte seine Ehefrau an einer schweren Psychose, wovon sie sich nie mehr erholte.

## Professor, Sprachforscher, Bibelübersetzer
Um 1800 ließ Carey sich in Serampur, als dänische Kolonie Frederiksnagore genannt, nieder. Zwei weitere Missionare, William Ward und Josua Marshman, waren von der BMS zu seiner Unterstützung ausgesandt worden und hatten sich dort im selben Jahr schon niedergelassen.
Carey erhielt als Nichtakademiker eine Professur für Bengali am College Fort William in Kalkutta, wo er vor allem junge englische Beamtenanwärter in der Landessprache unterrichtete.
Besondere Verdienste erwarb sich Carey auch als Sprachforscher. Er gab mehrere altindische Schriften heraus und verfasste Grammatiken, Lehr- und Wörterbücher für Bengali. Insgesamt erlernte Carey als Autodidakt etwa 40 Sprachen, in die er dann vor allem die Bibel und Bibelteile übersetzte. Die vollständige Bibel übersetzte er allein in sechs indische Sprachen.

## Schulgründer
Zwischen 1818 und 1821 baute Carey mit seinen Mitarbeitern das Sirampur Theological Seminary auf, an dem dann einheimische missionarische Mitarbeiter ausgebildet wurden. Daneben gründete er eine Volksschule, die zum Modell für das Schulwesen in Indien wurde. Auch die Gründung der ersten Zeitung in ostindischer Sprache geht auf ihn zurück.
Als Botaniker machte Carey sich ebenfalls einen Namen. Er legte zur Erforschung der indischen Tier- und Pflanzenwelt ein großes botanisches Versuchsgelände an.

## Menschenrechtler
Carey setzte sich wie Ram Mohan Roy für die Abschaffung überkommener Traditionen ein, und es gelang ihm aufgrund seines inzwischen starken Einflusses auf die Kolonialpolitik, dass 1829 der in indischen Familie traditionelle Mädchenmord per Gesetz verboten wurde. Auch gegen die so genannte Witwenverbrennung engagierte er sich leidenschaftlich; 1832 wurde auch sie gesetzlich verboten.
1827 trennte sich Carey von der Baptist Missionary Society, verfügte jedoch kurz vor seinem Tod, dass sein gesamtes Werk ihr als Erbe zufallen sollte.

## Widmungen
Ihm zu Ehren wurde die Gattung Careya Roxb. und das Epitheton der  Art Planchonia careya (F.Muell.) R.Knuth in der Pflanzenfamilie der Topffruchtbaumgewächse (Lecythidaceae) benannt.

## Werke (Auswahl)
- An Enquiry into the Obligations of Christians to use Means for the Conversion of the Heathens, 1792. (Faksimile-Ausgabe, London 1961)